# Golmānkhāneh
Golmānkhāneh (persiska: بَندَر گُلمانخانِه, گلمانخانه, Bandar Golmānkhāneh) är en ort i Iran.   Den ligger i provinsen Västazarbaijan, i den nordvästra delen av landet, 600 km väster om huvudstaden Teheran. Golmānkhāneh ligger 1 335 meter över havet och antalet invånare är 158. Den ligger vid sjön Lake Urmia.
Terrängen runt Golmānkhāneh är platt åt sydost, men åt nordväst är den kuperad. Runt Golmānkhāneh är det ganska tätbefolkat, med 185 invånare per kvadratkilometer. Närmaste större samhälle är Urmia, 15,4 km väster om Golmānkhāneh. Trakten runt Golmānkhāneh består till största delen av jordbruksmark.